# Hypocalymma connatum
Hypocalymma connatum är en myrtenväxtart som beskrevs av Arne Strid och Gregory John Keighery. 
Hypocalymma connatum ingår i släktet Hypocalymma och familjen myrtenväxter. Inga underarter finns listade i Catalogue of Life.